# Daoud Yaya Brahim
Daoud Yaya Brahim, né le 30 janvier 1962 à Biltine et mort le 2 février 2024 en Égypte, était un chef militaire et homme politique tchadien.

## Biographie
Daoud Yaya Brahim est né le 30 janvier 1962 à Biltine au Tchad. Il rejoint officiellement l'armée tchadienne en 1988. Il suit une formation militaire en Irak et gravit les échelons au fil des années.  En 2002, il était devenu lieutenant-colonel. Il est promu colonel en 2005, général de brigade en 2007, général de division en 2011 et lieutenant général en 2015. En 2023, il atteint le grade de général d'armée. Outre sa carrière militaire, il a exercé les fonctions de préfet de Doba, Bebédjia et Iriba.
En 2016, Daoud a été nommé ambassadeur du Tchad en République centrafricaine. Il a été rappelé de ce poste en 2017 pour être nommé ministre délégué à la Défense. Il a ensuite été ministre de la Défense de 2021 à 2023. Le 18 Octobre 2023, à la suite d'un scandale sexuel Daoud démissionne de son poste de ministre de la défense.
Daoud Yaya Brahim est décédé le 2 février 2024 en Egypte. Il a laissé derrière lui sa femme et ses 12 enfants.